# Pieve di Bollate
La pieve di Bollate o pieve di San Martino (in latino Plebis Bollatensis) era il nome di un'antica pieve dell'arcidiocesi di Milano e del ducato di Milano con capoluogo Bollate.
Il patrono era san Martino vescovo, la cui festa viene ancor'oggi celebrata l'11 novembre e a cui è dedicata la chiesa prepositurale di Bollate.

## Storia
Il primo documento storico che menziona la pieve è un atto di vendita dell'anno 926 nel Codex diplomaticus Langobardiae, riguardante terreni situati nella località di Lampugnano di Bollate, descritta come appartenente alla pieve di Bollate. La nascita della pieve è riferita all'età carolingia, dopo la sconfitta del re longobardo Desiderio a Verona da parte di Carlo Magno, re dei Franchi (774): in questo periodo si diffuse nell'area il culto di san Martino, vescovo di Tours, al quale la città di Bollate era particolarmente legata sulla base di un'antica leggenda che voleva che il santo francese avesse visitato il territorio bollatese nel corso di una sua visita in Italia presso sant'Ambrogio, vescovo di Milano.. Una pergamena del 1652 conservata nell'archivio plebano di Bollate attribuisce invece, con alcune imprecisioni, la fondazione della pieve al 483, per opera di papa Gelasio I (492-496).
Con l'anno 1000 la pieve bollatese, come le altre della zona, cominciò ad assumere una struttura più stabile, legata anche a funzioni amministrative del territorio. Al capoluogo nel medioevo fu intestata l’attuale strada varesina e antica via Mediolanum-Bilitio, che i comuni da essa servita erano tenuti a restaurare dopo secoli di abbandono. In un documento del settembre del 1039, conservato presso l'archivio plebano locale, si riporta una donazione a favore della chiesa di San Martino di Bollate e al suo arcipresbitero (arciprete divenuto poi prevosto). La pieve rientrava all'epoca nel contado della Martesana e vi possedeva alcuni terreni anche Francesco Crippa, arcivescovo di Milano.
La pieve si arricchì di lasciti e proprietà e un documento del 1211 attesta che i canonici della collegiata di Bollate avevano già da tempo il diritto di riscuotere i dazi sui prodotti di prima necessità della città quali frumento, orzo, segale, avena, fave, vino, miele, lenticchie.
Secondo quanto descritto nel Liber Sanctorum Mediolanensis di Goffredo da Bussero, nel XIII secolo la pieve di Bollate aveva la giurisdizione spirituale sui borghi di Affori, Baranzate, Cesate, Garbagnate, Novate Milanese, Pinzano, Santa Maria Rossa, Senago con Senaghino, Villapizzone e Vialba.
Alla metà del XVIII secolo, l'arcidiocesi decise di razionalizzare il territorio plebaneo ordinando la cessione della parrocchia di San Martino di Villapizzone alla pieve di San Giovanni Battista di Trenno, e vicendevolmente l'acquisizione della parrocchia di San Pietro e Paolo di Arese; tuttavia solo il primo atto, che risolveva una disputa plurisecolare, corrispondeva a quanto era sempre stato sul piano civile.
Se la pieve amministrativa fu travolta dagli eserciti di Napoleone divenendo l'effimero Distretto di Bollate ben presto abrogato, la pieve religiosa sopravvisse fino alla riforma arcidiocesana del 1972 allorquando, retta dal prevosto mons. Giuseppe Sala, comprendeva 12 parrocchie su un'area di 52,4 km² popolati da 102.974 anime. Baranzate era stata fornita di una propria parrocchia dal 1958 e Cassina Nuova dal 1962.

## Territorio
Nella seconda metà del XVIII secolo, dopo l'aggregazione del villaggio di Santa Maria del Bosco al capoluogo, il territorio della pieve era così suddiviso:
| Pieve civile                                                                    | Pieve ecclesiastica                       |
| Comune di Bollate Comune di Baranzate Comune di Cassina Nuova Comune di Roserio | Parrocchia prepositurale di San Martino   |
| Comune di Cassina Pertusella                                                    | --                                        |
| Comune di Castellazzo                                                           | Parrocchia di San Guglielmo               |
| Comune di Cesate                                                                | Parrocchia dei Santi Alessandro e Martino |
| Comune di Garbagnate                                                            | Parrocchia dei Santi Eusebio e Maccabei   |
| Comune di Novate                                                                | Parrocchia dei Santi Gervaso e Protaso    |
| Comune di Pinzano                                                               | Parrocchia dei Santi Cosma e Damiano      |
| Comune di Senago                                                                | Parrocchia di Santa Maria Assunta         |
| Comune di Vialba                                                                | --                                        |
| --                                                                              | Parrocchia di Sant'Ambrogio               |
| --                                                                              | Parrocchia dei Santi Pietro e Paolo       |